# Philibert Cockx
Philibert Cockx, né à Ixelles en 1879 et mort à Uccle en 1949, est un artiste peintre expressionniste belge.

## Biographie
Philibert Cockx est élève d'Isidore Verheyden et suit sa formation artistique à l'Académie des beaux-arts de Saint-Josse-ten-Noode . Dans sa jeunesse, il gagne sa vie comme forgeron et peintre en bâtiment.
Il peint à l'huile et au pastel et dessine au crayon. Il est également graveur. Ses sujets sont variés comme le portrait, les paysages, les plantes et fleurs, les animaux et les marines. Il est rattaché à l'école du fauvisme brabançon.